# Gonzalo de Berceo

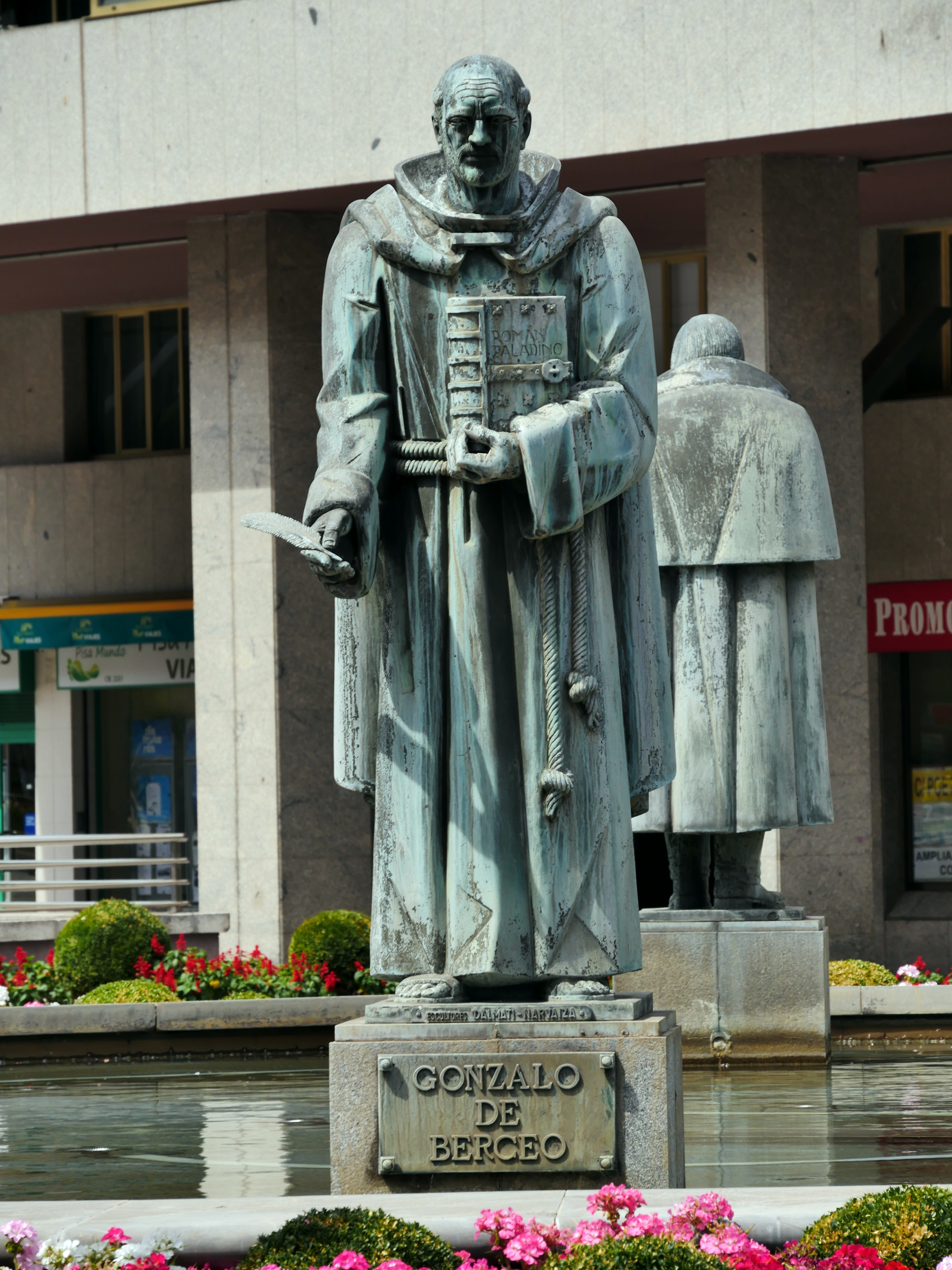
Estatua de Gonzalo de Berceo en la Fuente de los Ilustres de Logroño

Gonzalo de Berceo  (Berceo, c. 1196-c. 1264) fue un poeta medieval, uno de los máximos representantes del mester de clerecía. Profesó como monje en el monasterio de San Millán de la Cogolla.

## Biografía
Si queredes saber quién fizo esti dictado, / Gonçalvo de Berceo es por nombre clamado, / natural de Madrid, en San Millán criado, / del abad Juan Sánchez notario por nombrado.
Esto lo confirma dos veces el propio Gonzalo de Berceo al comienzo de su Vida de San Millán de la Cogolla (3c, «el barrio de Verceo Madriz li yaz present'» y 19b, «en Verceo fui nado, cerca es de Madriz»). Madriz, en efecto, era una aldea cercana a San Millán de la Cogolla situada en la orilla del río Cárdenas y lindante con el pueblo de Berceo, en la provincia de La Rioja. Por tanto, el riojano Gonzalo de Berceo se educó en el cercano monasterio de San Millán de la Cogolla ("en Sant Millán de Suso, fue de niñez criado") y llegó a ser un clérigo secular que trabajó primero como diácono (1221) y luego como preste o presbítero (1237), maestro de los novicios y, según Brian Dutton, notario en efecto del abad Juan Sánchez (1209-1253), en el monasterio de San Millán de la Cogolla. Tuvo un hermano que, como él, era también clérigo. Recibió una educación muy esmerada, pues se formó entre 1222 y 1227 en los recientemente creados estudios generales (un antecedente medieval de las modernas universidades) de Palencia, los primeros que hubo en España y fundados por el obispo don Tello Téllez de Meneses que Berceo nombra en sus obras; allí había cuatro cátedras: teología, derecho canónico, lógica y artes (gramática), por lo que el futuro poeta recibió una formación novedosa y muy superior a la de los otros eclesiásticos de su mismo nivel. Sin embargo, a principios del siglo XIII, el monasterio de San Millán atravesaba un periodo de decadencia de su antiguo esplendor, que el poeta intentó combatir con sus escritos, que fomentaban la devoción, las peregrinaciones y las donaciones en torno a las reliquias de los santos que celebra y que conservaba el monasterio; debió fallecer ya a mediados el siglo XIII, sobre el 1264.
Berceo fue el más importante representante del mester de clerecía. Depuró el idioma castellano, en su variedad dialectal riojana, para lo cual trasvasó numeroso vocabulario desde el latín (cultismos) y recurrió a fórmulas de la literatura oral tradicional y del mester de juglaría. En su trabajo como notario eclesiástico, y con la intención de paliar la decadencia del monasterio, llegó incluso a falsificar documentos para conseguir que los reacios campesinos pagaran sus contribuciones al mismo.
Sus obras narrativas y didácticas en verso tratan siempre sobre temas religiosos, y están constituidas fundamentalmente por hagiografías, esto es, biografías de los santos, en especial aquellos a los que se rendía culto en los monasterios con los que estuvo vinculado: la Estoria de sennor San Millán, la Vida de Sancta Oria, virgen y La vida del glorioso confesor Santo Domingo de Silos, por ejemplo. Actualmente, su obra más conocida son los Milagros de Nuestra Señora. Otras obras suyas son El duelo que fizo la Virgen María el día de la Pasión de su fijo Jesu Cristo, Del sacrificio de la Misa, De los signos que aparecerán ante del Juicio, el Martiryo de Sant Laurencio, los Loores de Nuestra Señora y tres Himnos, dedicados a Jesús, el Espíritu Santo y la Virgen. 
No se muestra como un narrador original, ya que traduce ampliando obras escritas anteriormente en latín (amplificatio); su originalidad y carácter artístico debe apreciarse en el tratamiento de los temas, en el estilo, los detalles costumbristas y adaptaciones a la mentalidad medieval y campesina que añade a dichos relatos. Alguna vez que otra deja caer una pincelada de hondo contenido social:
Los omnes soberbiosos que roban los mezquinos / que les tuellen los panes e les beben los vinos / andarán mendigando corvos, como onzinos; / cuntirán eso misme a los malos merinos (Los signos del juicio final)
El ámbito de creación de su obra es culto, aunque se reviste de una apariencia popular y utiliza elementos tradicionales; la estrofa que emplea para la versificación es la cuaderna vía o tetrástrofo monorrimo: cuatro versos alejandrinos o de catorce sílabas separados cada uno en dos mitades de siete sílabas por una cesura que coincide con final de palabra y grupo fónico, impidiendo toda sinalefa, y con una única rima consonante en todos sus versos.
Se nos han conservado sus doce obras a través de copias dieciochescas de dos códices, uno desaparecido de hacia 1260, y otro desmembrado de hacia 1325; ambos copiaban a su vez un arquetipo original perdido. Se pueden dividir en tres grupos, a los que habría que añadir un cuarto formado por sus tres Himnos (sus traducciones castellanas del Veni Creator Spiritus, del Ave maris stella y de Christe, qui lux es et dies):
1. Obras sobre la Virgen María: Loores de Nuestra Señora, Duelo que fizo la Virgen y Milagros de Nuestra Señora.
2. Vidas de santos: Vida de San Millán, Vida de Santo Domingo de Silos, Poema de Santa Oria y El martirio de San Lorenzo.
3. Obras doctrinales: De los signos que aparecen antes del Juicio Final y Del sacrificio de la misa.

## Milagros de Nuestra Señora

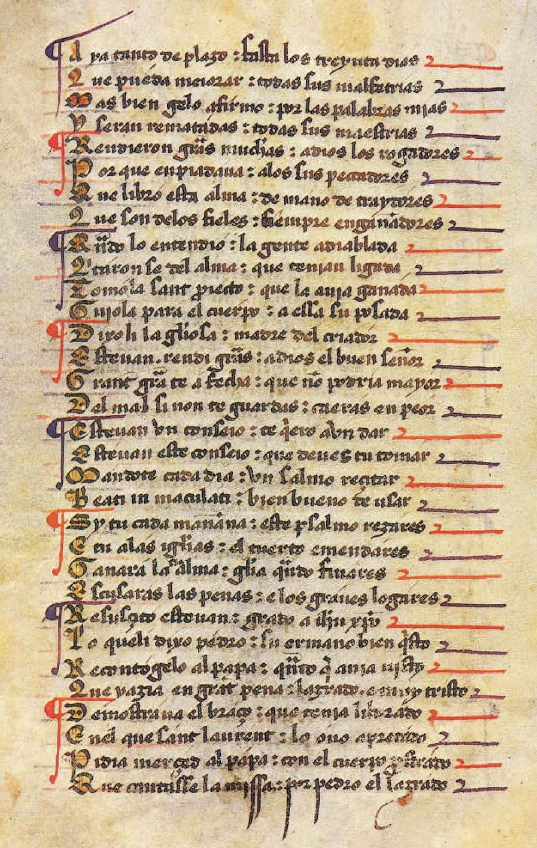
Manuscrito del de los Milagros de Nuestra Señora

Comienza con una introducción alegórica en la que el autor se presenta a sí mismo en una naturaleza idealizada, descanso del hombre, que simboliza las virtudes y perfecciones de la Virgen. A continuación, se suceden veinticinco milagros realizados por la Virgen a favor de personas de diversos grupos sociales y religiosos, que sienten una gran devoción por ella. Berceo no inventa, solo pretende difundir en lengua romance los relatos ya existentes sobre la Virgen, los cuales él modifica con libertad. Las principales características de los Milagros son las siguientes:
- Berceo introduce elementos cotidianos para atraer a sus oyentes.
- Emplea elementos del arte juglaresco, como el uso de expresiones para atraer la atención de sus oyentes.
- Al final de cada relato aparece una moraleja o enseñanza para hacer comprender al oyente las ventajas que reporta ser un devoto de la Virgen.

Se pueden distinguir tres grupos de milagros:(3)
1.- En los que María premia o castiga a los hombres, como "La casulla de San Ildefonso".

2.- En los que la Virgen perdona y logra salvar de la condenación a sus devotos, como "El sacristán impúdico", "El Judezno". 
3.- En los que los personajes sufren una crisis espiritual y María les ayuda a solucionar el conflicto, como "La abadesa encinta".

## Gonzalo de Berceo y el euskera
Antiguamente, aparte del castellano, se hablaba el euskera en La Rioja. Concretamente, se sabe con seguridad que dicha lengua era utilizada en parte de La Rioja Alta y probablemente también lo fuera en otras localizaciones de la región. Por eso los textos de Gonzalo de Berceo, uno de los primeros escritores en lengua española, se caracterizan por la abundancia de vasquismos en los mismos. En sus escritos aparecen palabras vascas como beldur 'miedo' («don Bildur» para referirse al diablo), gabe 'sin' o 'privado de'; çatico, del vascuence zatiko, 'pedacito' o azcona, 'lanza'.